# 大巴塞尔

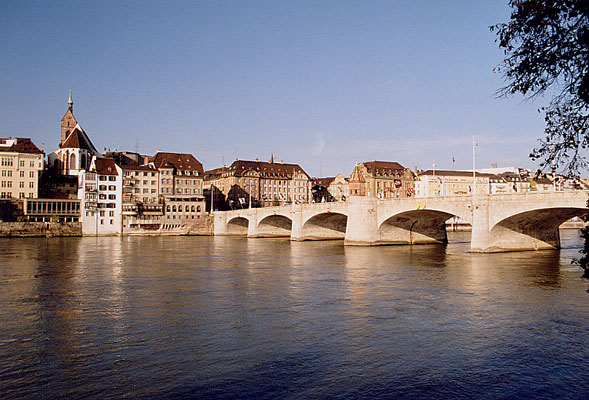
中桥与大巴塞尔

大巴塞尔（德語：Grossbasel）是瑞士城市巴塞尔的一部分。
大巴塞尔包括以下各区：伊瑟林（德語：Iselin）、圣约翰（德語：St. Johann）、Gotthelf、Gundeldingen、Bachletten、Bruderholz、Breite、圣阿尔班（德語：St. Alban）、Am Ring、郊区（德語：Vorstädte）和大巴塞尔老城（德語：Grossbasler Altstadt）。
大巴塞尔老城，包括座堂山上的主教座堂，和14世纪的市政厅所在的市集广场（德語：Marktplatz）一带，是巴塞尔真正的中心。狭窄的街道和小巷非常适合漫步。
位于莱茵河左岸的大巴塞尔，有一个铁路桥、四个公路桥和四个旅客轮渡联系右岸的小巴塞尔。